# 2002 en Colombie-Britannique
Chronologie de la Colombie-Britannique
- 1998
- 1999
- 2000
- 2001
- 2002
- 2003
- 2004
- 2005
- 2006

Cette page concerne des événements qui se sont produits durant l'année 2002 dans la province canadienne de Colombie-Britannique.

## Politique
- Premier ministre : Gordon Campbell
- Chef de l'Opposition : Joy MacPhail (en)[1]
- Lieutenant-gouverneur : Iona Campagnolo
- Législature :

## Événements
- Mise en service :
  - à Burnaby :
    - de la Brentwood Town Centre SkyTrain Station, station de la Millennium line du SkyTrain de Vancouver[2].
    - de la  Gilmore SkyTrain Station , station de la Millennium Line du SkyTrain de Vancouver[3].
    - de la Holdom SkyTrain Station , station de la Millennium Line du SkyTrain de Vancouver[4].
    - de la  Lougheed Town Centre SkyTrain Station , station de la Millennium Line du SkyTrain de Vancouver[5].
    - de la  Production Way – University SkyTrain Station , station de la Millennium Line du SkyTrain de Vancouver[5].
    - de la  Sperling–Burnaby Lake SkyTrain Station , station de la Millennium Line du SkyTrain de Vancouver[6].

  - à New Westminster :
    - de la  Braid SkyTrain Station , station de la Millennium Line du SkyTrain de Vancouver[7].
    - de la  Sapperton SkyTrain Station, station de la Millennium Line du SkyTrain de Vancouver[8].

  - à Port Coquitlam : 
    - du  Castle Park-Citadel Landing Pedestrian Bridge , passerelle pour piétons en arc métallique [9]

  - à Vancouver :
    - de la  Renfrew SkyTrain Station , station de la Millennium line du SkyTrain de Vancouver[10].
    - de la  Rupert SkyTrain Station , station de la Millennium line du SkyTrain de Vancouver[11].
    - de l' Escala, immeuble de logements à structure béton de 30 étages (99.50 mètres de hauteur) situé 323 Jervis Street[12].

## Décès
- 4 janvier  à Vancouver : Douglas Jung, CM OBC CD MP (chinois traditionnel : 鄭天華 ; chinois simplifié : 郑天华 ; pinyin : Zhèng Tiānhuá), né le 25 février 1924 à Victoria en Colombie-Britannique, avocat, homme politique, officier militaire et agent secret de la Direction des opérations spéciales[13]. Conservateur, il est le premier membre d'une minorité visible élu au Parlement du Canada, ainsi que le premier membre du Parlement canadien (MP) d'origine chinoise et asiatique à la Chambre des communes du Canada.